# گورا روپچتسکا
گورا روپچتسکا (به لاتین: Góra Ropczycka) یک روستا در لهستان است که در گمینا سنجشوف ماووپولسکی واقع شده‌است. گورا روپچتسکا ۱٬۸۰۰ نفر جمعیت دارد.